# The Director's Cut
Pour les articles homonymes, voir Director's Cut.
Albums de Fantômas
Fantômas
(1999) Millennium Monsterwork 2000
(2001)
The Director's Cut est le deuxième album de Fantômas, le supergroupe de Mike Patton. Les chansons de cet album sont des reprises ou des remix de bandes originales de films populaires.

## Titres
| No  | Titre                                      | Auteur             | Durée |
| --- | ------------------------------------------ | ------------------ | ----- |
| 1.  | The Godfather                              | Nino Rota          | 2:45  |
| 2.  | Der Golem                                  | Karl Ernst Sasse   | 2:38  |
| 3.  | Experiment in Terror                       | Henry Mancini      | 2:40  |
| 4.  | One Step Beyond                            | Harry Lubin        | 2:57  |
| 5.  | Night of the Hunter (remix)                | Walter Schumann    | 0:58  |
| 6.  | Cape Fear                                  | Bernard Herrmann   | 1:49  |
| 7.  | Rosemary's Baby                            | Krzysztof Komeda   | 3:20  |
| 8.  | The Devil Rides Out (remix)                | James Bernard      | 1:37  |
| 9.  | Spider Baby                                | Ronald Stein       | 2:25  |
| 10. | The Omen (Ave Satani)                      | Jerry Goldsmith    | 1:49  |
| 11. | Henry: Portrait of a Serial Killer         | Robert McNaughton  | 3:07  |
| 12. | Vendetta                                   | John Barry         | 2:03  |
| 13. | Sans titre                                 |                    | 0:05  |
| 14. | Investigation of a Citizen Above Suspicion | Ennio Morricone    | 4:00  |
| 15. | Twin Peaks: Fire Walk with Me              | Angelo Badalamenti | 3:28  |
| 16. | Charade                                    | Henry Mancini      | 3:04  |

## Personnel
- Mike Patton - Voix, Production, Arrangements, Artwork
- Dave Lombardo - Batterie
- Buzz Osborne - Guitare
- Trevor Dunn - Basse
- S. Husky Höskul - Ingénieur du son
- Magnum D.I. - Assistant au son
- Toji-Division - Assistant au son
- Desmond Shea - Assistant au son
- DJ Klinger and Radar - Assistant au son
- George Horn - Masterisation
- Martin Kvamme - Artwork
- Kai Myhre - Photographie

## Sources
- Fiche sur l'album à Encyclopaedia Metallum